# オリオン座FU型星
オリオン座FU型星（おりおんざえふゆーがたせい、FU Orionis starまたはFUor）は、等級とスペクトル型が大きく変化する前主系列星である。1例ははくちょう座V1057星で、6等級も明るくなり、スペクトル型はdKeからFの超巨星になる。プロトタイプ星のオリオン座FU星から名付けられた。
現在のモデルでは、オリオン座FU型星の閃光を、若く低質量のおうし座T型星の降着円盤からの突然の質量転移と結びつけている。これらの天体の質量降着の速度は、年当たり約10-4太陽質量と推定されている。光度の上昇に要する期間は通常1年以内であるが、もっと長い場合もある。この高降着高光度の段階の寿命は、数十年の単位である。しかし、このように比較的短い期間にもかかわらず、オリオン座FU型星は未だ観測され続けている。太陽近傍でのオリオン座FU型星の数を星形成の速度と比べると、若い恒星は平均して生涯の間に10回から20回程度は爆発的に明るくなっていると推定される。
この種類の恒星のプロトタイプ星はオリオン座FU星、はくちょう座V1057星、はくちょう座V1515星であり、最近では2004年1月に爆発的に明るくなったオリオン座V1647星がある。